# АСУ-1 «Валькірія»
АСУ-1 «Валькірія» (англ. ASU-1 Valkyrja) — безпілотний авіаційний комплекс військового та цивільного призначення для забезпечення моніторингу, повітряної розвідки, відеоспостереження та корегування артилерійського вогню вдень та вночі. Виробляється ТОВ «Авіаційні системи України» (м. Київ).
Вартість одного комплексу (два БпЛА) складає близько 800 000 гривень (станом на 2022 рік).

## Склад комплексу
- два безпілотних літальних апарати;
- денне та нічне корисне навантаження;
- наземна станція управління (захищений ноутбук);
- антени;
- додаткове обладнання;

«Валькірія» стартує з леєра в автоматі, автопілотна система заснована на програмному забезпеченні з відкритим кодом і відкритій апаратній платформі: ArduPilot, Pixhawk і Mission Planner.
БПЛА має шифрований цифровий телеметрійний зв'язок дальнього радіуса дії, а також аналогову онлайн-трансляцію відео для усіх типів корисного навантаження як додаткову опцію.

## Тактико-технічні характеристики[1]
Загальні:
- Тип: літаюче крило
- Матеріали: EPP, каркас із карбону, композит
- Максимальна злітна вага: 3,5 кг Розмах крил: 1,6 м

Силова установка:
- Двигун: електричний
- Живлення: Li-pol

Експлуатаційні показники:
- Радіус дії: до 34 км
- Час польоту: близько 120 хвилин (нормальні метеоумови)
- Крейсерська швидкість: 60 км/год
- Максимальна швидкість: 108 км/год
- Практична стеля: 2000 м
- Спосіб зльоту: автоматичний з рук або леєра
- Спосіб посадки: автоматична по-літаковому
- Температура застосування: від -20 °C до +40 °C

## Оператори
Україна
Передавався до Збройних Сил України та Національної гвардії як волонтерська допомога з 2015 року. Пройшов відомчі визначальні випробування у Збройних Силах України і 2017 року був допущений до експлуатації на особливий період.

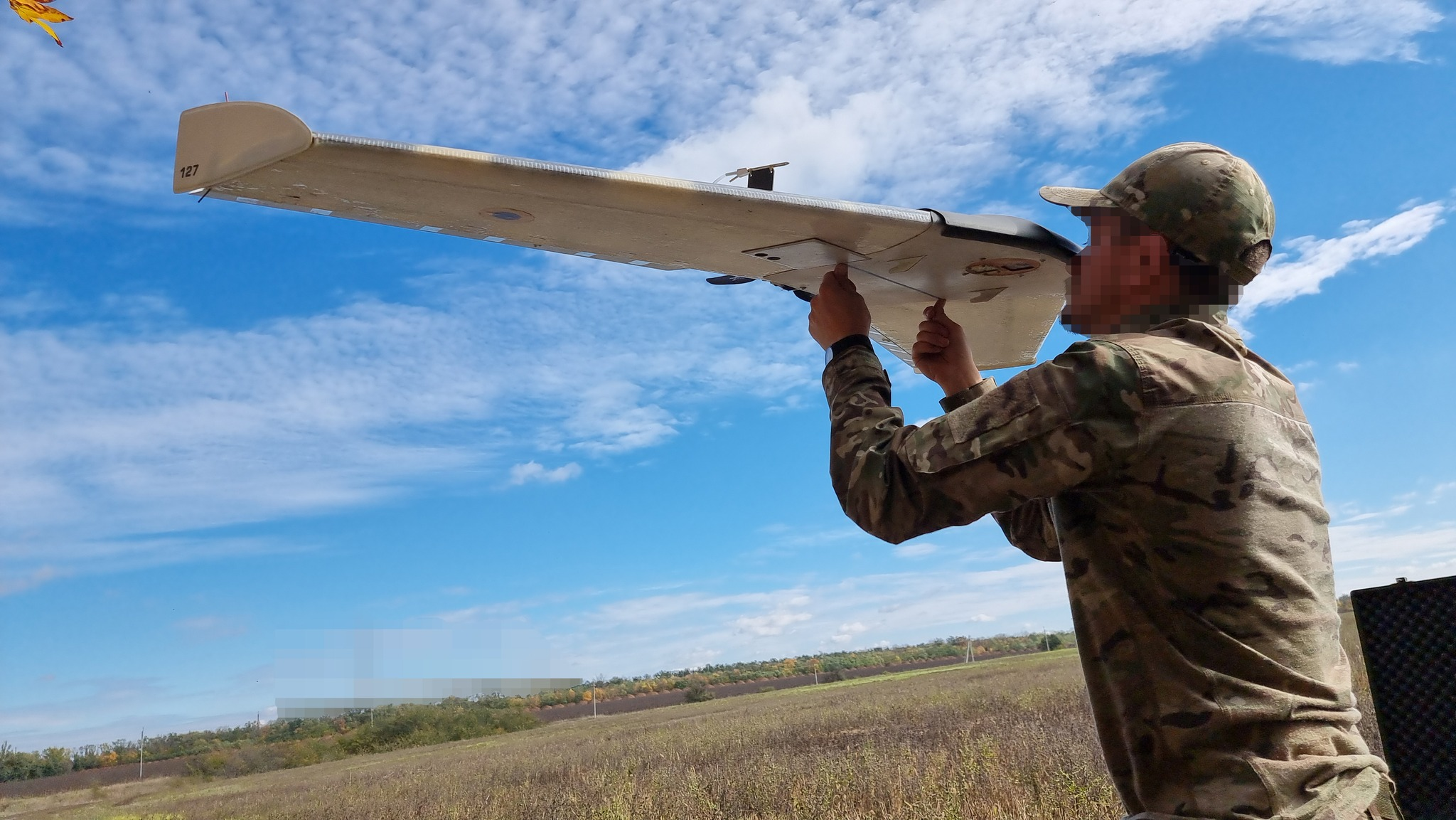
Запуск БпЛА Валькірія з рук

У грудні 2017 року 354-й навчальний механізований полк 169-го навчального центру придбав один БпЛА зі складу комплексу разом із документацією та супутнім обладнанням за 199 800 грн.

## Застосування

#### Російсько-українська війна
Благодійний фонд Сергія Притули фінансував виробництво комплексів. За даними фонду, два комплекси пішли у 140 окремий розвідувальний батальйон, один у 79 окрему десантно-штурмову бригаду. До кінця 2022 року фонд планував надати 50 одиниць комплексу до ЗСУ.
В 2023 році Фонд Повернись Живим, також закуповує безпілотний авіаційний комплекс для потреб підрозділів розвідки ГУР.